# 시라하마노미야역
시라하마노미야역(일본어: 白浜の宮駅, しらはまのみやえき)은 일본 효고현 히메지시에 있는 산요 전기철도 본선의 역이다. 역 번호는 SY 38이다.

## 역 구조
상대식 승강장 2면 2선의 교상역이다. 러시아워나 나다노켄카 마쓰리(나다 싸움 축제)가 있을 때는 특급이 정차하기 위하여 승강장 유효 길이는 6량분으로 설치하였다. 남북 양쪽에 출입구가 있다. 개찰구는 1곳 뿐, 창구는 무인화되어 있다. 개찰구 옆에는 미쓰이 스미토모 은행의 ATM(시라하마노미야 역 출장소)가 설치되어 있다.
히메지 시에 의한 배리어 프리 공사가 행해지고 엘리베이터 3기(상하행 각 승강장의 각 1기와 북쪽 출입구 1기)와 휠체어용 화장실이 설치되었다.

### 승강장
| 남측 | ■ 본선(하행) | 시카마・히메지・아보시 방면   |
| 북측 | ■ 본선(상행) | 아카시・산노미야・오사카 방면 |

## 역 주변
나다노켄카 마쓰리(나다 싸움 축제)에서 전국적으로 알려진 마쓰바라하치만 신사는 본 역에서 남쪽으로 200m 거리에 있으며, 축제 때는 본 역 주변은 많은 관광객으로 붐빈다. 역 남쪽은 주로 공장 지대, 역의 북쪽은 최근 새로 택지화가 진행되고 있다.
- 히메지 시청 시라하마 지소・히메지 시립 도서관 시라하마 분관(병설)
- 시라하마 조개 사냥터・해수욕장
- 닌주 산
- 히메지 시라하마 우체국
- 미쓰이 스미토모 은행 히메지미나미 출장소
- 히메지 시립 나다 중학교
- 히메지 시립 시라하마 초등학교
- 간사이 전력 히메지 제2발전소
- 오사카 가스 히메지 제조소
- 센자쿠아메 혼포 히메지 공장
- 파나소닉 액정 디스플레이 본사・공장

## 역사
- 1923년 8월 19일: 고베히메지 전기철도의 개통과 동시에 설치.
- 1927년 4월 1일: 우지가와 전기에 의한 합병으로 본 회사의 역이 됨.
- 1933년 6월 6일: 우지가와 전기 철도 부문이 분리되어 산요 전기철도의 역이 됨.
- 1949년 4월 15일: 급행 정차역이 됨.
- 1984년 3월 25일: 급행 설정 소멸.
- 2009년 3월 20일: 아침 저녁 시간대의 직통 특급과 특급의 정차역이 됨.
- 2011년 3월 30일: 배리어 프리 공사에서 엘리베이터 3기와 휠체어용 화장실이 설치됨.

## 인접역
| 산요 전기철도 ■ 본선               | 산요 전기철도 ■ 본선 | 산요 전기철도 ■ 본선         |
| ---------------------------------- | -------------------- | ---------------------------- |
| SY 35 오시오 우메다・니시다이 방면 | ■ 직통특급(러시아워) | 시카마 SY 40 산요히메지 방면 |
| SY 37 야카 우메다・니시다이 방면   | ■ S특급 ■ 보통       | 메가 SY 39 산요히메지 방면   |